# ولسوالی آب‌بند
آب بند ولسوالۍ
ولسوالی آب‌بند یکی از ۱۹ ولسوالی‌‌‌‌ ولایت غزنی، به مرکزیت سرفراز در جنوب خاوری افغانستان است. آب‌بند ۸۱۷ کیلومترمربع مساحت و جمعیت آن در سال ١٣٩٩ حدود ۵۱٬۰۸۹ نفر می‌باشد.

## جغرافیا
آب‌بند به دو بخش می‌باشد: آب‌بند شمالی و آب‌بند جنوبی که بین شان بیابان و دریای غزنی قرار دارد. آب ایستاده غزنی که دریای غزنی در آن می ریزد نیز در ولسوالی آب‌بند موقعیت دارد. کوه‌های این ولسوالی شامل خواجه لعل، زرچه، لاگا تگا و خار کشته می‌باشند تپه‌های این ولسوالی نیز شامل تپه زگای، وات‌غار و... است.
| ژ                                                   | ف        | م       | آ       | م        | ژ       | ژ       | آ        | س        | اُ       | ن        | د        |
| ۳۴ ۵ ۱۰−                                            | ۱۱۴ ۹ ۶− | ۹۱ ۲۳ ۰ | ۷۳ ۳۵ ۵ | ۱۶ ۴۴ ۱۱ | ۸ ۴۶ ۱۵ | ۳ ۴۶ ۱۷ | ۱۵ ۴۴ ۱۵ | ۱۸ ۴۱ ۱۲ | ۳۲ ۳۴ ۶ | ۱۹ ۲۲ ۲− | ۱۸ ۱۱ ۶− |
| میانگین بالاترین و پایین‌ترین دما به مقیاس سانتیگراد |          |         |         |          |         |         |          |          |         |          |          |
| بارندگی به مقیاس میلی‌متر                            |          |         |         |          |         |         |          |          |         |          |          |
| منبع: Climate-Data.org                              |          |         |         |          |         |         |          |          |         |          |          |

| مقیاس فارنهایت و اینچ                              | مقیاس فارنهایت و اینچ | مقیاس فارنهایت و اینچ | مقیاس فارنهایت و اینچ | مقیاس فارنهایت و اینچ | مقیاس فارنهایت و اینچ | مقیاس فارنهایت و اینچ | مقیاس فارنهایت و اینچ | مقیاس فارنهایت و اینچ | مقیاس فارنهایت و اینچ | مقیاس فارنهایت و اینچ | مقیاس فارنهایت و اینچ |
| -------------------------------------------------- | --------------------- | --------------------- | --------------------- | --------------------- | --------------------- | --------------------- | --------------------- | --------------------- | --------------------- | --------------------- | --------------------- |
| ژ                                                  | ف                     | م                     | آ                     | م                     | ژ                     | ژ                     | آ                     | س                     | اُ                     | ن                     | د                     |
| ۱٫۳ ۴۱۱۴                                           | ۴٫۵ ۴۸۲۱              | ۳٫۶ ۷۳۳۲              | ۲٫۹ ۹۵۴۱              | ۰٫۶ ۱۱۱۵۲             | ۰٫۳ ۱۱۵۵۹             | ۰٫۱ ۱۱۵۶۳             | ۰٫۶ ۱۱۱۵۹             | ۰٫۷ ۱۰۶۵۴             | ۱٫۳ ۹۳۴۳              | ۰٫۷ ۷۲۲۸              | ۰٫۷ ۵۲۲۱              |
| میانگین بالاترین و پایین‌ترین دما به مقیاس فارنهایت |                       |                       |                       |                       |                       |                       |                       |                       |                       |                       |                       |
| بارندگی به مقیاس اینچ                              |                       |                       |                       |                       |                       |                       |                       |                       |                       |                       |                       |

| ژ                                                   | ف        | م       | آ       | م        | ژ       | ژ       | آ        | س        | اُ       | ن        | د        |
| ۳۴ ۵ ۱۰−                                            | ۱۱۴ ۹ ۶− | ۹۱ ۲۳ ۰ | ۷۳ ۳۵ ۵ | ۱۶ ۴۴ ۱۱ | ۸ ۴۶ ۱۵ | ۳ ۴۶ ۱۷ | ۱۵ ۴۴ ۱۵ | ۱۸ ۴۱ ۱۲ | ۳۲ ۳۴ ۶ | ۱۹ ۲۲ ۲− | ۱۸ ۱۱ ۶− |
| میانگین بالاترین و پایین‌ترین دما به مقیاس سانتیگراد |          |         |         |          |         |         |          |          |         |          |          |
| بارندگی به مقیاس میلی‌متر                            |          |         |         |          |         |         |          |          |         |          |          |
| منبع: Climate-Data.org                              |          |         |         |          |         |         |          |          |         |          |          |

| مقیاس فارنهایت و اینچ                              | مقیاس فارنهایت و اینچ | مقیاس فارنهایت و اینچ | مقیاس فارنهایت و اینچ | مقیاس فارنهایت و اینچ | مقیاس فارنهایت و اینچ | مقیاس فارنهایت و اینچ | مقیاس فارنهایت و اینچ | مقیاس فارنهایت و اینچ | مقیاس فارنهایت و اینچ | مقیاس فارنهایت و اینچ | مقیاس فارنهایت و اینچ |
| -------------------------------------------------- | --------------------- | --------------------- | --------------------- | --------------------- | --------------------- | --------------------- | --------------------- | --------------------- | --------------------- | --------------------- | --------------------- |
| ژ                                                  | ف                     | م                     | آ                     | م                     | ژ                     | ژ                     | آ                     | س                     | اُ                     | ن                     | د                     |
| ۱٫۳ ۴۱۱۴                                           | ۴٫۵ ۴۸۲۱              | ۳٫۶ ۷۳۳۲              | ۲٫۹ ۹۵۴۱              | ۰٫۶ ۱۱۱۵۲             | ۰٫۳ ۱۱۵۵۹             | ۰٫۱ ۱۱۵۶۳             | ۰٫۶ ۱۱۱۵۹             | ۰٫۷ ۱۰۶۵۴             | ۱٫۳ ۹۳۴۳              | ۰٫۷ ۷۲۲۸              | ۰٫۷ ۵۲۲۱              |
| میانگین بالاترین و پایین‌ترین دما به مقیاس فارنهایت |                       |                       |                       |                       |                       |                       |                       |                       |                       |                       |                       |
| بارندگی به مقیاس اینچ                              |                       |                       |                       |                       |                       |                       |                       |                       |                       |                       |                       |

## مردم
این ولسوالی که ۵۱٬۰۸۹ نفر جمعیت دارد تماما پشتون نشین است و طایفه‌های نیازی عمده آن بودِن‌خیل، ناخیل، مول‌خیل و سرخیل است. 

## اقتصاد
آب‌بند به دلیل انگورهای خوش طعمی که معمولاً برای تجارت و مبادله کالا به شهر غزنی و ولسوالی مقر صادر می شود، معروف است. آب‌بند هیچ زیربنایی ندارد و مردم محلی آن به طور منظم برای کار به پاکستان و ایران می روند. همچنین مرکز ولسوالی یک بازار کوچک دارد که برای خرید نیازهای روزمره محلی‌ها و دیدار با روستاییان همسایه می‌باشد. این بازار بین روستای بازی و روستای چاونای قرار دارد. افراد خرید نیازهای روزمره فقیر هستند. آنها بیش از ۶ ماه تلاش می‌کنند و در زمینه‌های کشاورزی کار می‌کنند تا فقط زمستان سخت را تحمل کنند.
منابع آب از نوع کاریز است. کاریز یک گودال به طول ۴-۵ کیلومتر در زیر زمین است که در نقطه شروع ممکن است ۳۵ متر عمق داشته‌باشد، اما آب آن به سطح‌زمین می‌رسد و جریان آن مانند شبکه است. در طی خشکسالی‌های سال ۲۰۰۰، بیشتر کاریزها خشک شده و مردم برای راه‌اندازی پمپ آب عجله کردند. با این حال، یک مشکل دیگر وجود دارد که روستاییان دیگر با پمپ‌های آب مخالف هستند زیرا بقیه کاریزهای منطقه را نیز خشک می کنند.